# БММ-4С

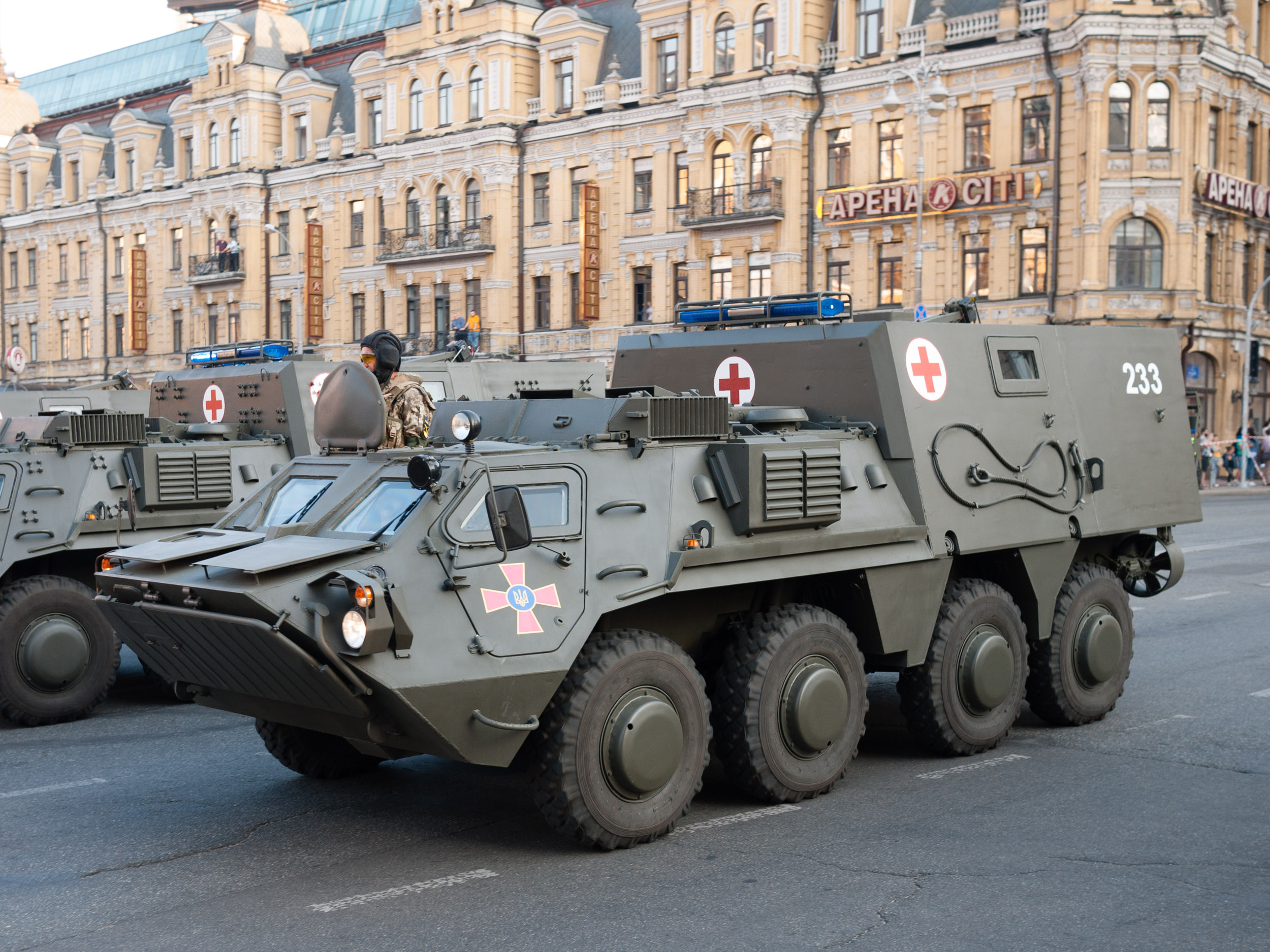
БММ-4С

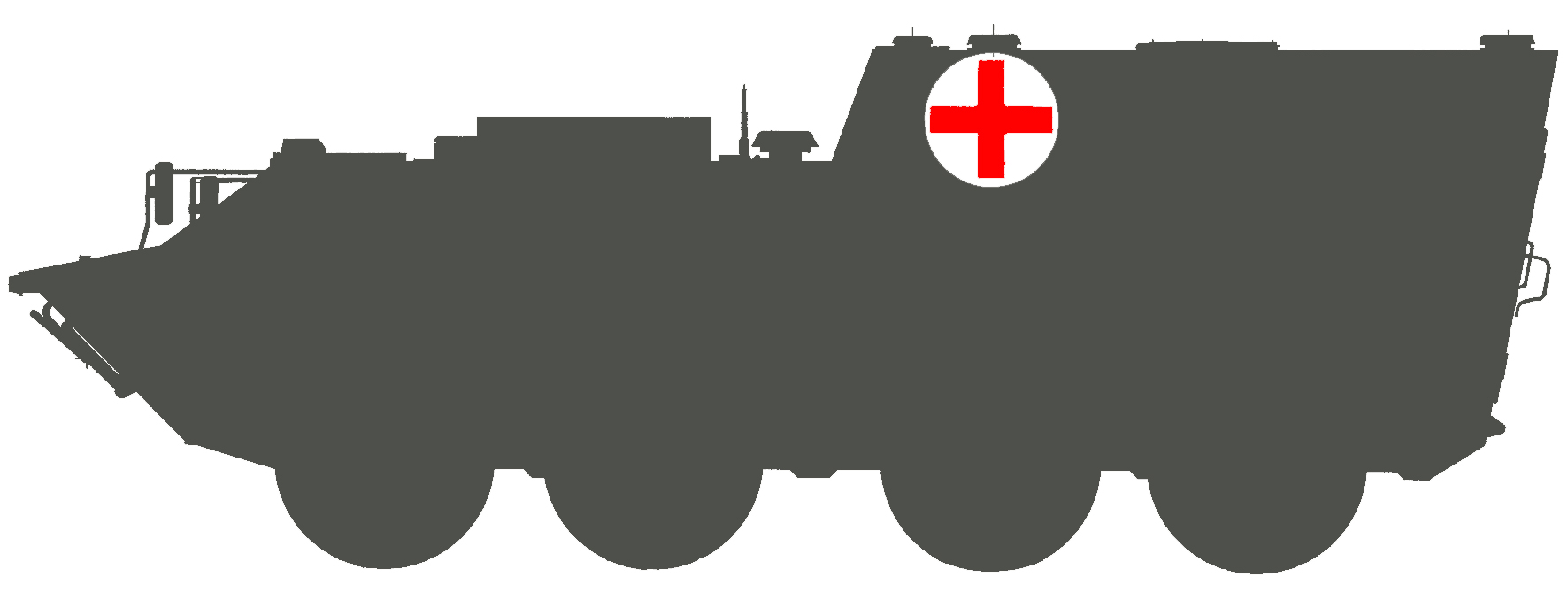
Санітарно-евакуаційна машина БСЕМ-4К (Силует).

БММ-4С — броньована водоплавна медична машина, створена на базі БТР-4Е. Здатна приймати до 10 поранених.
Розробник даної модифікації БТР-4Е — ДП «ХКБМ ім. О.Морозова». Серійне виготовлення організовано на потужностях ДП «Харківський завод спеціальних машин». Обидва підприємства входять до складу ДК «Укроборонпром».

## Модифікації
- БММ-4С — броньована медична машина.
- БСЕМ-4К — броньована санітарно-евакуаційна машина, виготовлена для Іраку.

## Оператори та замовники
- Україна:
  - Збройні Сили України: щонайменше 10 одиниць БТР-4, станом на кінець 2021 року[2].
  - Національна Гвардія України

- Ірак:
  - Збройні сили Іраку